# Bassin de Cumberland
Le bassin de Cumberland est un bras et la partie la plus septentrionale de la baie de Fundy, laquelle est située entre les provinces canadiennes du Nouveau-Brunswick et de la Nouvelle-Écosse. Elle est formée de la séparation de la baie de Chignectou en deux baies. L'autre partie est la baie de Chipoudy. Elles se rejoignent au cap Maringouin. L'isthme de Chignectou se trouve directement au nord du bassin.